# Cyana rhodostriata
Cyana rhodostriata is een vlinder uit de familie spinneruilen (Erebidae), onderfamilie beervlinders (Arctiinae). De wetenschappelijke naam van de soort is voor het eerst geldig gepubliceerd in 1914 door Hampson als Chionaema rhodostriata. De taxonomische revisie naar het geslacht cyana komt van Karisch.
Deze nachtvlinder komt voor in tropisch Afrika. Het type-exemplaar is een mannetje aangetroffen in Maritzburg, Zuid-Afrika.
1. ↑  Tim Karish, Taxonomic revision of the African Cyana-species, Esperiana Band 18:39-197